# Jeromos
Jeromos est un prénom hongrois masculin.

## Étymologie
Jérômos est un prénom chrétien, d'origine grecque : hieros (sacre) et onoma (nom). Sa forme latine est Hieronymus.

## Équivalents
- Féminin : Jeromina

## Fête
Les "Jeromos" se fêtent le 30 septembre, et (rarement) le 8 février ou le 20 juillet.